# Pardosa hyperborea
Pardosa hyperborea là một loài nhện trong họ Lycosidae. Loài này phân bố ở miền Toàn bắc.